# Friedhof Heddernheim
Koordinaten: 50° 9′ 12,7″ N, 8° 38′ 13,7″ O

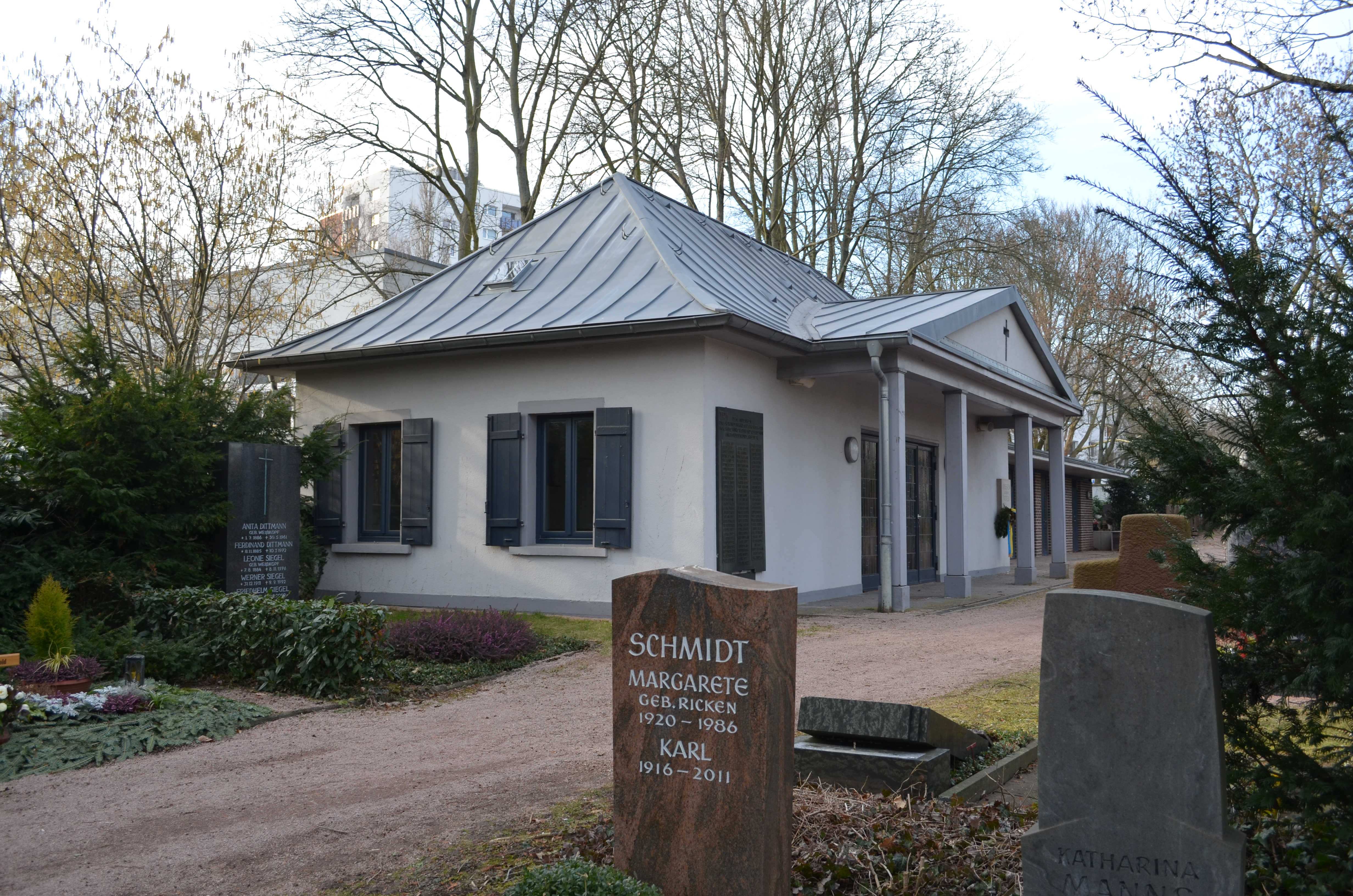
Trauerhalle

Der Friedhof Heddernheim ist seit 1881 der Friedhof des heutigen Stadtteils von Frankfurt am Main, Heddernheim. Er liegt an der Straße In der Römerstadt 129.

## Geschichte
1872 wurde der Friedhof außerhalb des Dorfes Heddernheim angelegt. Mit einer Fläche von 1,02 Hektar bietet er auf den Gewannen A bis D Platz für 1000 Gräber. Mit dem Bau der Siedlung Römerstadt Ende der 1920er Jahre wurde der Friedhof Mittelpunkt dieser Siedlung.
Zwei Denkmäler auf dem Friedhof erinnern an die Gefallenen der Kriege.

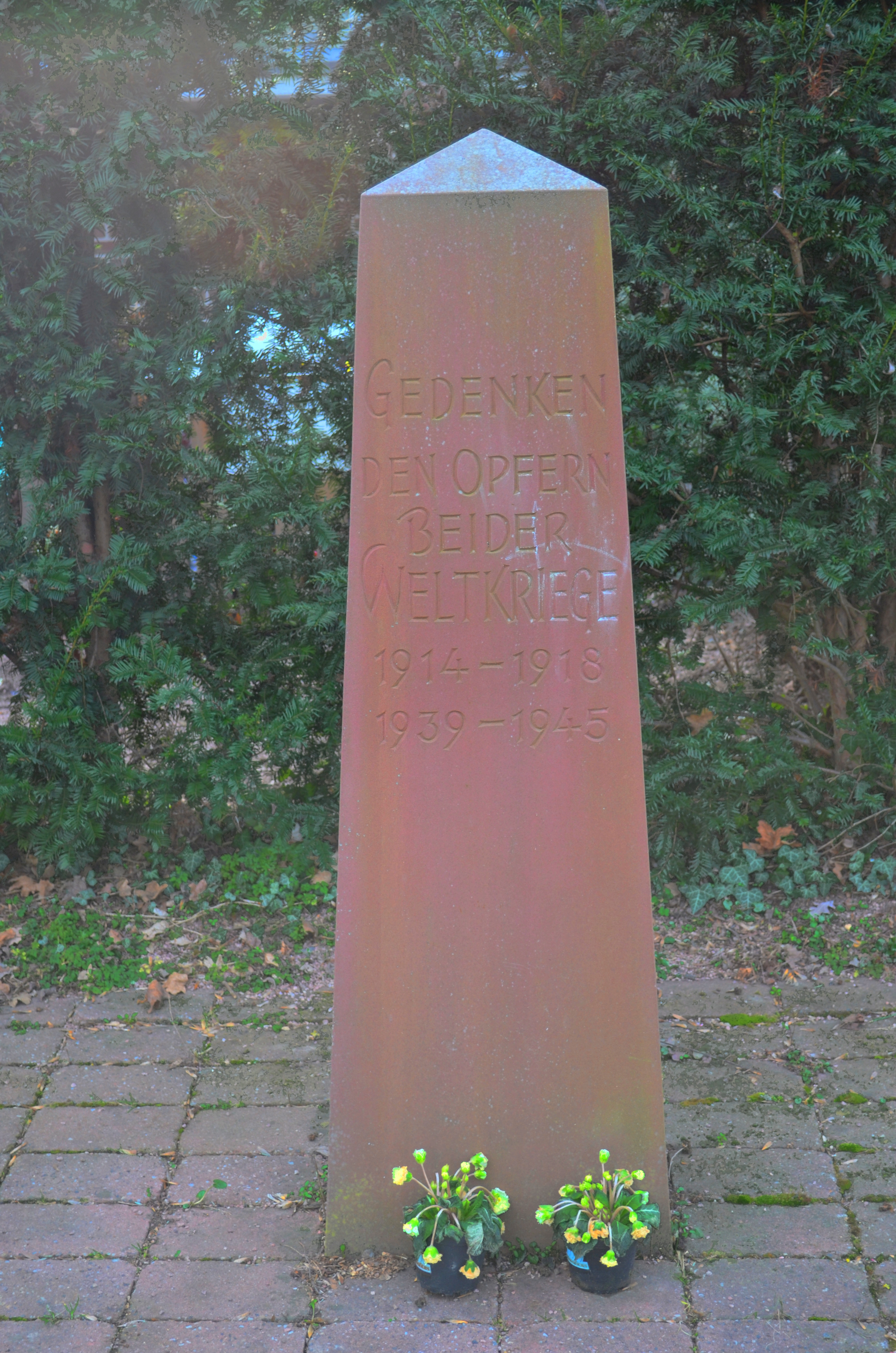
Gefallenendenkmal für die Toten beider Weltkriege
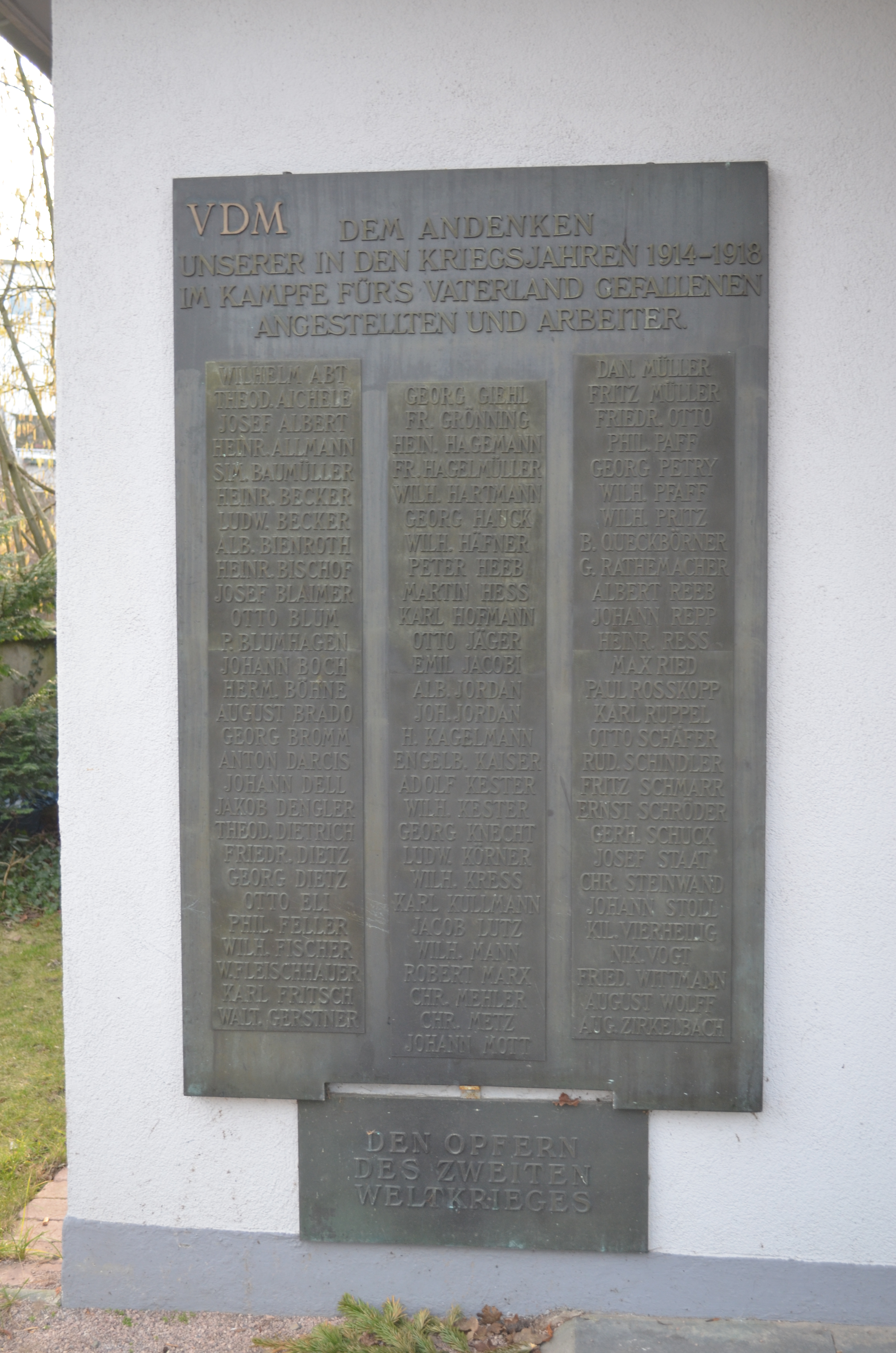
Gefallenendenkmal der VDM

## Liste der denkmalgeschützten Gräber auf dem Friedhof
| Bild | Gewann      | Name(n)                                                     | Jahr                   | Steinmetz                                 | Beschreibung |
| ---- | ----------- | ----------------------------------------------------------- | ---------------------- | ----------------------------------------- | --- |
|      | A/11-13     | Frey-Ripps-Mildner                                          | 1914                   | 0                                         | Kreuzdenkmal, an beiden Seiten von Schrifttafeln mit gravierten floralen Ornamenten eingerahmt. Das Grabmal besteht aus poliertem schwarzen Granit.                                                              |
|      | A/8-10      | Nohstadt-Busse                                              | 1919                   | 0                                         | Stele aus schwarzen Granit mit einem Kreuzrelief, flankiert durch halbhohe Pfeiler. |
|      | A/14-15     | Fergenbauer                                                 | 1916                   | 0                                         | Kreuzdenkmal aus poliertem schwarzen Granit. |
|      | A/145       | Dörr                                                        | 1920                   | Heinrich & Wilhelm Knorr                  | Säulendenkmal in der Tradition des späten 19. Jahrhunderts aus Sandstein. |
|      | B/22-25     | Hesse                                                       | 1908                   | F. Hofmeister                             | Das Grab des Gründers der Heddernheimer Kupferwerke, Hubert Hesse (1826–1908) ist eine neoklassizistische Ädikula aus poliertem schwarzen Granit. Sie ist dem Vorbild altägyptischer Portalbauten nachempfunden. |
|      | C/1-3       | Schwarz                                                     | 1921                   | 0                                         | Ädikula, die von Schrifttafeln aus schwarzem Granit flankiert ist. |
|      | C/24-28     | Heislitz-Jung-Rauberger                                     | 1928/1950              | Heinrich & Wilhelm Knorr / Heinrich Knorr | Paarweise angeordnete Wandstelen aus matt poliertem schwarzen schwedischen Granit mit dreifach getreppten Seitenrändern.                                                                                         |
|      | C/90-91     | Walther-Dörr                                                | 1926                   | Heinrich & Wilhelm Knorr                  | Neoklassizistische Ädikula aus Kunststein mit Schriftplatte aus Odenwälder Granit. |
|      | C/19-20     | Hesse-Reith                                                 | 1903, umgewidmet 1999  | 0                                         | Kreuzdenkmal in Formen der Renaissance aus Marmor. |
|      | C/42        | Hof                                                         | 1923                   | Heinrich & Wilhelm Knorr                  | Das Ehrengrab ist eine Ädikula in einfachen neoklassizistischen Formen aus gestocktem Granit. |
|      | C/adM 27-28 | Jamin                                                       | 1890                   | 0                                         | Übergiebelte Marmorstele mit Schrifttafeln aus schwarzem Granit mit reliefierten Mohnkapseln im Giebelfeld. |
|      | C/adM 31-32 | Bruchhäuser                                                 | 1953 (Zweitverwendung) | 0                                         | Kalksteinstele in Formen der Renaissance. |
|      | D/215-217   | Grabstätte der Katholischen Kirchengemeinde Alt-Heddernheim | 1959                   | Heinrich Dieter (Darmstadt-Eberstadt)     | Modern interpretierte Christusfigur aus dunkelgrauem Wirbelan-Marmor. |
|      | D/41-42     | Wenzel                                                      | 1912                   | 0                                         | Das Grab des Heddernheimer Bürgermeisters Hektor Wenzel (1845–1911) ist eine breitgelagerte neoklassizistische Ädikula aus Muschelkalk.                                                                          |

## Ehemalige denkmalgeschützten Gräber auf dem Friedhof
| Bild | Gewann  | Name(n)   | Jahr | Steinmetz     | Beschreibung |
| ---- | ------- | --------- | ---- | ------------- | --- |
| 0    | A/18-19 | Spielmann | 1916 | F. Hofmeister | Ädikulaähnliche Stele aus poliertem schwarzen Granit mit einem geschweiften Giebel. Die Schriftspiegel sind oval und von Kranzreliefs gefasst. |